# Comarca Valencia de Alcántara
Die Comarca Valencia de Alcántara ist eine der zehn Comarcas in der Provinz Cáceres.
Die im Südwesten der Provinz gelegene Comarca umfasst acht Gemeinden auf einer Fläche von 1.380,72 km².

## Gemeinden
| Gemeinde                      | Einwohner (2024) | Fläche km² | Dichte Einw./km² | Cod INE | Postleitzahl |
| ----------------------------- | ---------------- | ---------- | ---------------- | ------- | ------------ |
| Carbajo                       | 177              | 27,94      | 6                | 10046   | 10511        |
| Cedillo                       | 434              | 61,56      | 7                | 10062   | 10513        |
| Herrera de Alcántara          | 224              | 121,61     | 2                | 10094   | 10512        |
| Herreruela                    | 325              | 113,72     | 3                | 10095   | 10560        |
| Membrío                       | 572              | 207,74     | 3                | 10119   | 10580        |
| Salorino                      | 537              | 157,65     | 3                | 10162   | 10570        |
| Santiago de Alcántara         | 465              | 95,67      | 5                | 10169   | 10510        |
| Valencia de Alcántara         | 5.196            | 594,83     | 9                | 10203   | 10500        |
| Comarca Valencia de Alcántara | 7.930            | 1.380,72   | 6                | –       | –            |

## Nachweise
1. ↑  Instituto Nacional de Estadística Municipal Register of Spain
2. ↑  FUENTE: Ministerio de Agricultura, Pesca y Alimentación